# Сеука (Горж)
Сеука (рум. Seuca) насеље је у Румунији у округу Горж у општини Пештишани. Oпштина се налази на надморској висини од 262 m.

## Становништво
Према подацима из 2002. године у насељу је живело 166 становника, од којих су сви румунске националности.